# Darūra
Darūra (arabisch ضرورة, DMG ḍarūra ‚Not, Bedrängnis, Zwangslage‘) ist ein Prinzip der islamischen Rechtstheorie, das in verschiedenen Zusammenhängen als Rechtfertigung für die Nicht-Einhaltung von islamischen Rechtsnormen verwendet wird. Seine formelhafte Ausprägung hat es in der berühmten arabischen Rechtsregel aḍ-ḍarūrāt tubīḥ al-maḥẓūrāt (الضرورات تبيح المحظورات / ‚Zwangslagen machen die verbotenen Dinge erlaubt, Not kennt kein Verbot‘) erhalten, die im 15. Jahrhundert zum ersten Mal in einer Sammlung populärer Hadithe auftaucht und im späten 19. Jahrhundert als Artikel 21 in die osmanische Mecelle aufgenommen wurde.
Üblicherweise wird dieses Prinzip im koranischen Kontext auf die Sure 2:173 gestützt: „Aber wenn einer sich in einer Zwangslage befindet, ohne (von sich aus etwas Verbotenes) zu begehren oder eine Übertretung zu begehen, trifft ihn keine Schuld. Gott ist barmherzig und bereit zu vergeben.“ Die hier und in anderen Koranversen (z. B. Sure 6:145) speziell für den Verzehr von unreinem Fleisch bei drohendem Hungertod formulierte Ausnahmeregelung wird im Rahmen des Darūra-Prinzips durch Qiyās auf andere Sachverhalte ausgeweitet. Typische Fälle, in denen das Darūra-Prinzip zur Anwendung kommt, sind die Übertretung des islamischen Alkoholverbots zur Abwendung körperlicher Schäden, zum Beispiel das Trinken von Wein bei Erstickungsgefahr wegen Verschluckens, sowie das Aussprechen von Gotteslästerungen unter Zwang.
Einer der frühesten islamischen Rechtsgelehrten, die das Darūra-Prinzip erörterten, war der syrische Hanbalit Ibn Qudama al-Maqdisī (st. 1223). Er erklärte, dass eine „erlaubt machende Zwangslage“ (ḍarūra mubīḥa) nur bei einer realen, nicht aber bei einer nur angenommenen Gefahr vorliege. In diesem Fall sei aber Darūra ein anerkannter Tatbestand (amr muʿtabar). Eine erste monographische Behandlung hat das Prinzip in dem 1969 veröffentlichten Buch „Die Theorie der religionsrechtlichen Darūra, verglichen mit dem positiven Recht“ (Naẓarīyat aḍ-ḍarūra aš-šarʿīya muqārana maʿa 'l-qānūn al-waḍʿī) von dem syrischen Rechtsgelehrten Wahba az-Zuḥailī (geb. 1932) erfahren. Darin wird Darūra als eine Theorie präsentiert, „welche alle Bestimmungen des Offenbarungsgesetzes erfasst, aus denen sich das Erlauben des Untersagten und die Unterlassung des Gebotenen ergibt.“ Grundsätzlich soll das Prinzip auf alle Fälle angewandt werden können, allerdings nur wenn bestimmte Voraussetzungen vorliegen, die einzeln geprüft werden müssen. Dazu gehört unter anderem, dass die Notsituation akut sein muss und keine anderen erlaubten Mittel zur Abwendung des Schadens vorhanden sind. Da sich die darūra-Kriterien nur „schwerlich mit äußerster Genauigkeit festlegen“ lassen, so Zuhailī, müsse letztendlich das innere Vertrauen und der Idschtihād des sich in einer Zwangslage befindlichen Menschen entscheiden.
Das Darūra-Prinzip kommt seit den 1980er Jahren häufig auch im Zusammenhang mit medizinethischen Fragen zum Einsatz, zum Beispiel zur religionsrechtlichen Rechtfertigung von Organtransplantationen oder Schwangerschaftsabbrüchen.